# Buster Edwards
Ronald Christopher Edwards, känd som Buster Edwards, född 27 januari 1931 i Lambeth, London, död 28 november 1994 i Lambeth, London, var en brittisk brottsling. Edwards var en i gänget vid det Stora tågrånet 1963. Dessförinnan hade han varit boxare och nattklubbsägare.

## Det stora tågrånet
Alla i gänget avlyssnade posttåget som skulle från Glasgow till London den 8 augusti 1963. Efter att ha manipulerat signallamporna, stoppades tåget vid Sears-korsningen i Buckinghamshire. Rånet gick så fort och smidigt att de som jobbade i tåget knappt hann reagera och rånet utfördes utan ammunitionsvapen. Rånarna tog pengarna (£2.600.000) och flydde till en övergiven bondgård. Föraren av tåget, Jack Mills, blev slagen i huvudet och led i sviterna från det i resten av sitt liv. De flesta i gänget blev tagna på bar gärning och fängslade, men Edwards undgick fängelset med sin del (£150 000) av bytet.
Edwards och en annan gängmedlem, Bruce Reynolds, tog sina familjer till Mexiko. Men pengarna tog slut, och familjen fick hemlängtan, så han och familjen åkte tillbaka till England 1966. Han blev arresterad och dömd till 15 års fängelse.

## Senare liv
Edwards tillbringade nio år i fängelse, och efter den tidiga frigivning 1975, hade han en blomsteraffär utanför Waterloo Station i London. Han gav intervjuer till skribenten Piers Paul Read, och övertalade honom att skriva i sin bok The Train Robbers (1978) att rånet leddes av Otto Skorzeny, och att det var Edwards som slog Jack Mills i huvudet. Edwards drog senare tillbaka det påståendet.

## Död
Edwards tog livet av sig i Lambeth i London, vid en ålder av 63 år. Han hittades av sin bror, hängande från en järnbalk i ett garage på Green Street. En polisutredning efter dödsfallet pekade på att Edwards var skyldig till ett stort bedrägeri. Spekulationer gör gällande att det var orsaken till självmordet.
Edwards efterlämnade fru och dotter.